# Junia Lepida
Junia Lepida est la fille d'Aemilia Lepida et la plus jeune sœur de Junia Calvina. Elle est mariée à Caius Cassius Longinus. N'ayant pas d'enfant, elle prend chez elle  Lucius Junius Silanus Torquatus le jeune, son neveu resté orphelin après la mort de son père Marcus Junius Silanus. Avec son mari elle élève cet enfant comme son fils. Elle fut accusée par Néron d'inceste avec son neveu et de magie noire.